# Église Saint-Pierre des Châtillons
Pour les articles homonymes, voir église Saint-Pierre.
L’église Saint-Pierre des Châtillons est une église paroissiale de Reims située 1 avenue-georges Hodin dans le Quartier Châtillons à Reims.
Elle est dédiée à la dévotion de Saint-Pierre.

## Historique
L’Église Saint-Pierre des Châtillons a été construite au début des années 1970, en même temps que la création du quartier Châtillons à Reims.
L'église Saint-Pierre, au pied de la tour des Argonautes, a été bénite le 25 avril 1971.

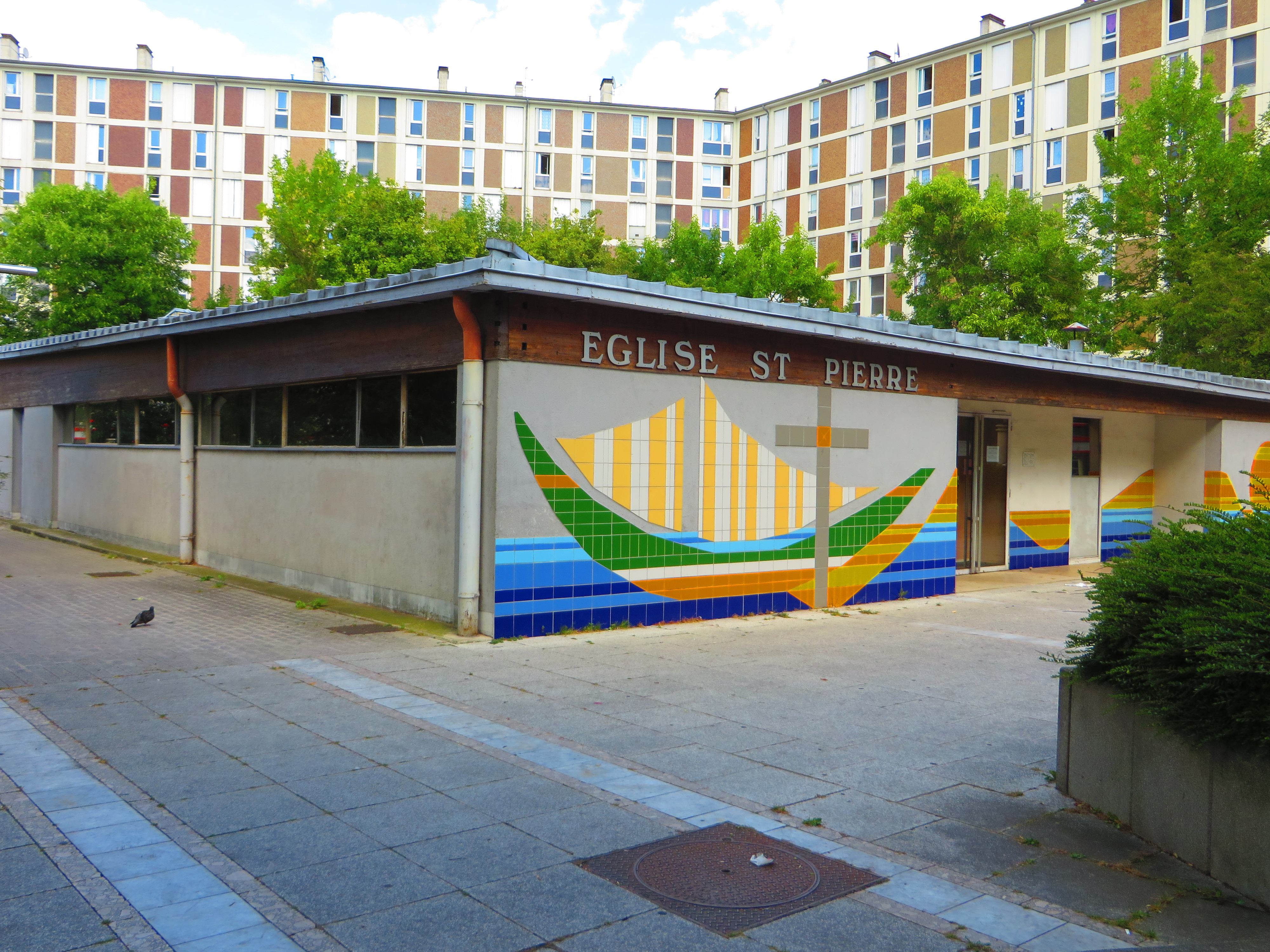

## Caractéristiques

### Extérieur
L’église Saint-Pierre des Châtillons est construite en béton armé pour le gros œuvre.
La toiture est en zinc. Vu de dessus, elle a la forme d'un trapèze.
La façade de l’accès à l’église est ornée d’un décor en carrelage qui représente un bateau et un soleil.
Il n’y a pas de clocher, mais la croix est située à même le sol sur la Place des Argonautes.

### La nef
La charpente de la nef est en bois lamenté collé resté apparent.

### Dimensions
L’Église Saint-Pierre des Châtillons mesure environ 28,50 mètres sur 31,50.